# Ambonville
Ambonville ist eine französische Gemeinde mit 85 Einwohnern (Stand 1. Januar 2022) im Département Haute-Marne in der Region Grand Est. Sie gehört zum Kanton Joinville und zum Arrondissement Saint-Dizier. 

## Geografie
Die Gemeinde Ambonville liegt etwa 25 Kilometer nördlich von Chaumont an der Quelle des Blaiseron. Sie ist umgeben von folgenden Nachbargemeinden:
|                         | Leschères-sur-le-Blaiseron                  | Rouécourt  |
| Bouzancourt             | Kompassrose, die auf Nachbargemeinden zeigt | Cerisières |
| Guindrecourt-sur-Blaise | Marbéville                                  | Mirbel     |

## Bevölkerungsentwicklung
| Jahr                       | 1962 | 1968 | 1975 | 1982 | 1990 | 1999 | 2008 | 2019 |
| -------------------------- | ---- | ---- | ---- | ---- | ---- | ---- | ---- | ---- |
| Einwohner                  | 146  | 130  | 110  | 91   | 81   | 78   | 70   | 87   |
| Quellen: Cassini und INSEE |      |      |      |      |      |      |      |      |

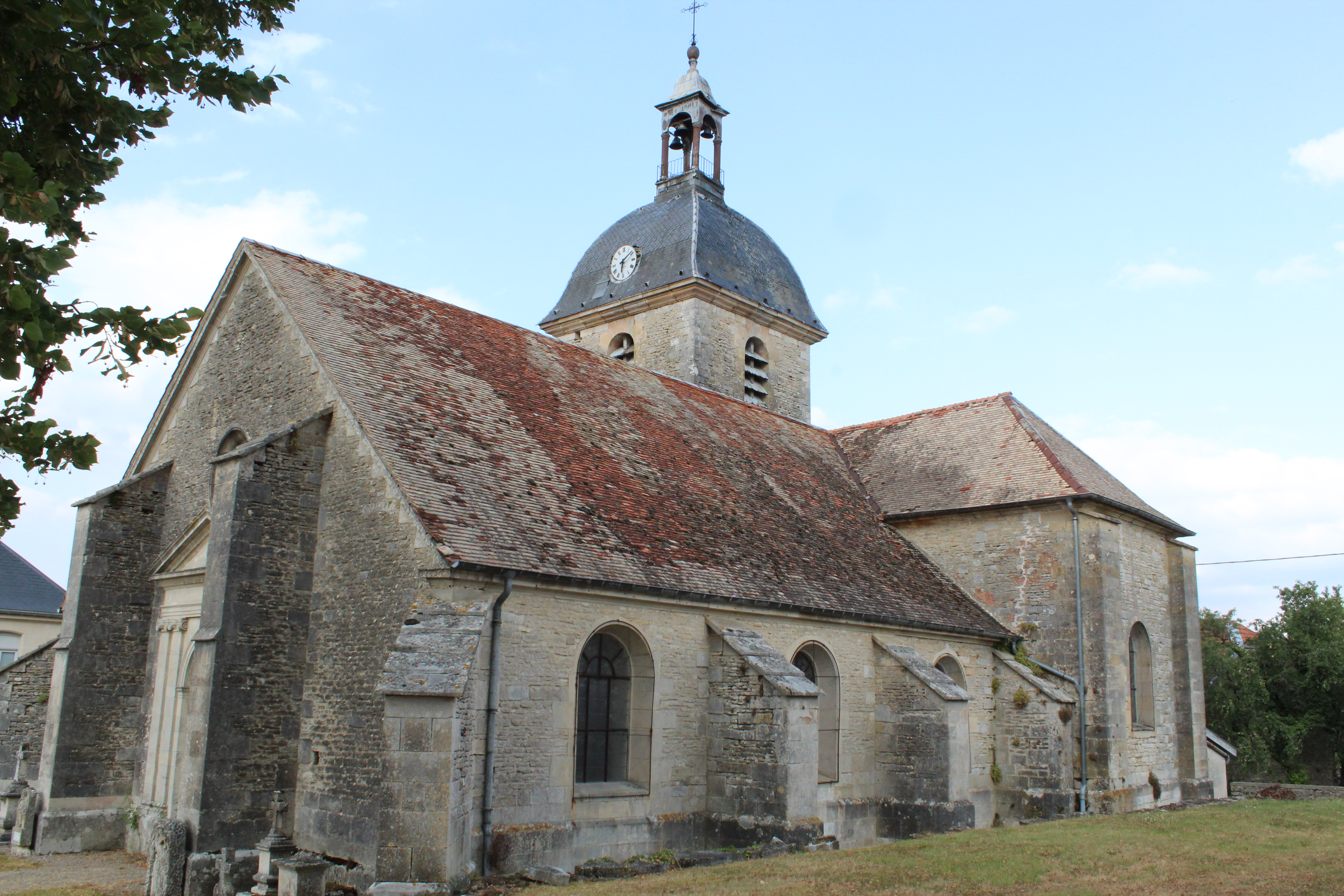
Kirche Saint-Bénigne
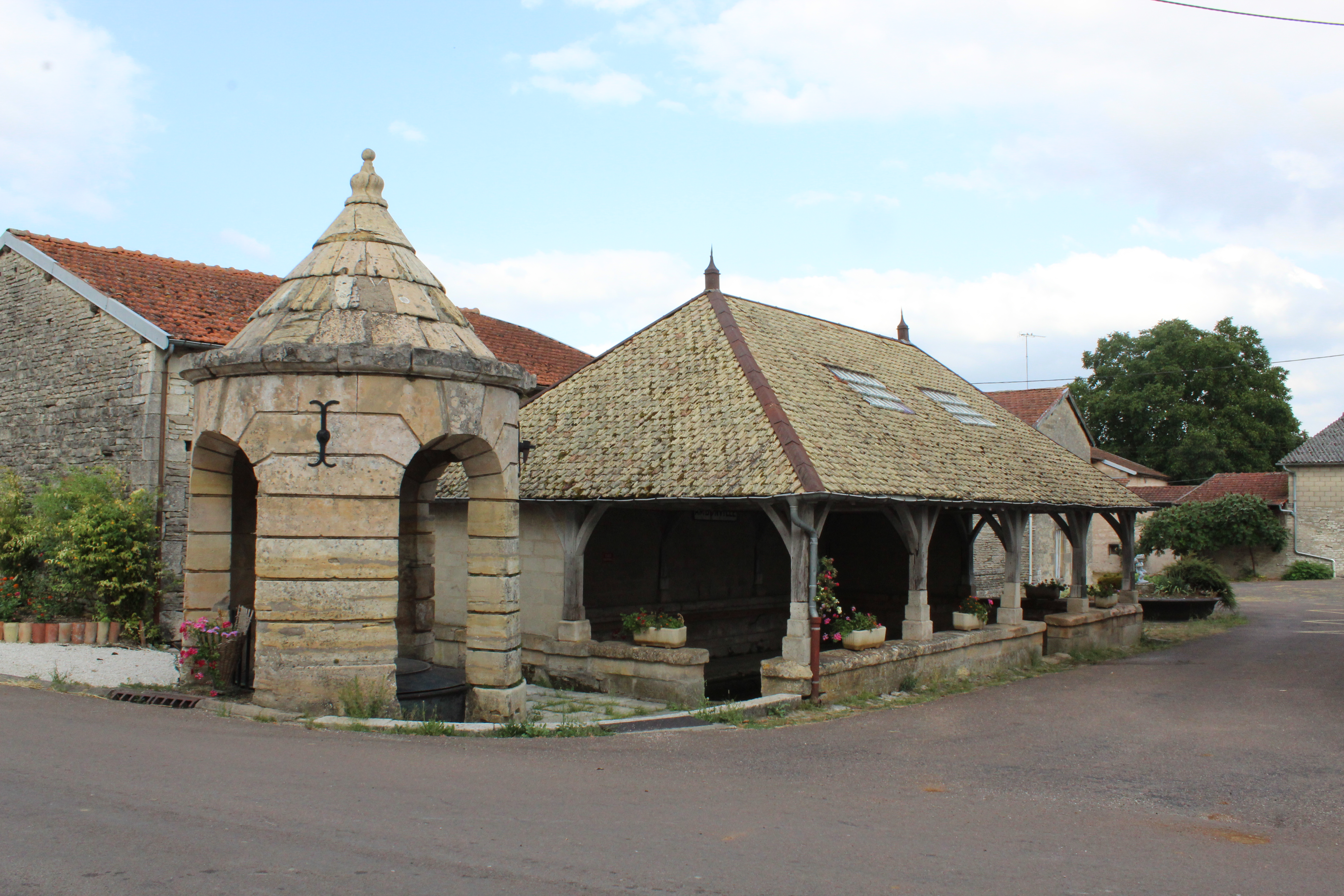
Ehemaliges Waschhaus